# Abraham Louis Tourte
Abraham Louis Tourte (* 22. Juni 1818 in Genf; † 18. April 1863 in Turin) war ein Schweizer Politiker, Maler der Düsseldorfer Schule und Diplomat. 1849/50 gehörte er dem Ständerat an, von 1851 bis 1854 dem Nationalrat. Ausserdem war er Staatsrat des Kantons Genf.

## Biografie
Tourte war der Sohn eines Lehrers, der Naturwissenschaftler Antoine-Elisée Cherbuliez war sein Onkel. Ab 1835 studierte er zunächst Naturwissenschaften an der Genfer Akademie, von 1838 bis 1842 Malerei an der Kunstakademie Düsseldorf. Dort war er unter anderem Schüler von Karl Ferdinand Sohn. Neben seiner Tätigkeit als Maler war er Angestellter im Genfer Ausländeramt, von 1849 bis 1851 Generalinspektor der höheren Schulen des Kantons Genf. Politisch vertrat er radikalliberale Positionen und stand dem einflussreichen James Fazy nahe.
1848 wurde Tourte in den Grossen Rat gewählt, dem er bis 1862 angehörte und den er 1854, als Nachfolger von Jean-Henri Duchosal, präsidierte. Dieser wiederum wählte ihn für die Jahre 1849 bis 1851 in den Ständerat. Er kandidierte mit Erfolg bei den Nationalratswahlen 1851, drei Jahre später verpasste er die Wiederwahl knapp. Der Grosse Rat wählte Tourte 1851 in den Genfer Staatsrat, dem er bis 1853 und nochmals von 1855 bis 1861 angehörte. Während dieser Zeit war er für die Ressorts Erziehung und Militär zuständig. Von 1854 bis 1859 war Mitglied des Rates des Eidgenössischen Polytechnikums in Zürich. Der Bundesrat ernannte Tourte 1860 zum ausserordentlichen Gesandten in Turin, im wiedervereinigten Königreich Italien hatte er von 1861 bis zu seinem Tod den offiziellen Rang eines Geschäftsträgers der Schweiz. Als solcher war er bei den Verhandlungen über die Angliederung Savoyens an Frankreich beteiligt.